# Bahanga
Bahanga est un village de la commune de Massock-Songloulou; située dans le département de la Sanaga-Maritime et la région du Littoral au Cameroun. Il est situé sur la route qui lie Songmbenguè à Nyaho, à 26 km de Songmbenguè.

## Population
En 1967, Bahanga comptait 14 habitants, principalement Bassa.
Lors du recensement de 2005, 33 personnes y ont été dénombrées.